# أبو عباس الجراوي
أبو العباس أحمد بن عبد السلام الجراوي (528–609 هـ / 1134–1212 م). هو شاعر وأديب، أصله من تادلة (بين مراكش وفاس) ونسبته إلى جراوة من قبائل زناتة ونسبه في بني غفجوم. سكن مراكش، ودخل الأندلس مرات، وتوفي بإشبيلية. كان شاعر المنصور يعقوب بن عبد المؤمن. وكان غيوراً على الشعر، حسوداً للشعراء، ناقداً عليهم، غير مسلم لأحد منهم. له «صفوة الادب ونخبة كلام العرب -خ» ويعرف بالحماسة المغربية، وهو على نسق الحماسة لأبي تمام، وله ديوان شعر « وقف عليه ابن الأبار ».